# Mnàsees de Patara
Mnàsees (grec antic: Μνασέας, llatí: Mnaseas) va ser un geògraf de l'antiga Grècia, de vegades considerat nadiu de Patara, a Lícia, i d'altres a Patres, a Acaia. Va viure el segle iii aC.
Hom ha deduït, a partir d'un passatge a la Suïda, que era deixeble d'Aristarc de Samos, però en realitat va ser deixeble d'Eratòstenes. Formava part del grup d'autors coneguts com a periegetes (grec antic: περιηγηταί), que es dedicaven a descriure terres i països explicant les seves tradicions, monuments i antiguitats locals, semblant als etnògrafs moderns. En aquest grup s'hi podrien incloure Polemó, Neantes, Filostèfan i altres.
Encara que era un dels alumnes menys espavilats, era diligent i amb capacitat d'aprenentatge, i va viatjar per Europa, Àsia i Àfrica per recollir dades pels seus escrits, però donava més importància a la quantitat que a la qualitat de les dades i a la seva presentació i, per tant, incloïa gran nombre d'històries fabuloses que no tenien interès real. Era seguidor de l'escola racionalista d'Evemer, i donava explicacions a llegendes antigues sobre esdeveniments naturals habituals seguint els principis d'aquesta escola.
Mnàsees va ser autor de dues obres, una descripció corogràfica i una col·lecció d'oracles de Delfos, que van tenir força difusió al seu temps:
- Περίπλους, el nom que li donen la Suïda, Foci i Ateneu de Nàucratis. Estava dividit en tres seccions, una per cada continent, i cada una en diferents llibres.
  - Εὐρώπη, en almenys tres llibres, el primer sobre la història de la civilització d'Europa i els altres dos sobre les costes de parts d'Europa
  - Ἀσία, dividit en diversos llibres
  - Λιβύη, també dividit en llibres
- Δελφικῶν χρησμῶν συναγωγή, també Περὶ χρησμῶν, sobre els oracles de Delfos.[1]